# Henry de Triqueti
Henry de Triqueti (Henri Joseph François Priqueti, baron de), né le 24 octobre 1803 à Conflans-sur-Loing (Loiret) et mort le 11 mai 1874 à Paris, est un sculpteur français.

## Biographie
Henry de Triqueti est le fils du baron Michel de Triqueti, ancien représentant du roi de Sardaigne à Amsterdam, d'origine piémontaise. Élève du peintre Louis Hersent, il exécute tout d'abord quelques tableaux.  Sa carrière débute à la fin des années 1820 et il remporte rapidement du succès. Avec Félicie de Fauveau, Antonin Moine, Jean-Jacques Feuchère et Jehan Duseigneur, il se situe dans le courant qui renouvelle le lien entre la sculpture et les arts décoratifs.
Il épouse Julia Philippine Forster, petite-fille du sculpteur britannique Thomas Banks. Il est également proche de Susan Durant, une de ses élèves en sculpture. Ensemble ils ont un fils, Henry Paul Harvey, né en 1869,.
Henry de Triqueti meurt le 11 mai 1874 à son domicile au 65, rue d'Amsterdam dans le 8e arrondissement de Paris, et est inhumé dans la même ville au cimetière du Père-Lachaise (42e division).
Représentant du mouvement du romantisme, Henry de Triqueti est notamment l'auteur des portes en bronze de l'église de la Madeleine à Paris, du cénotaphe du prince Ferdinand-Philippe d'Orléans à l'église Notre-Dame-de-Compassion à Paris, ainsi que de la décoration murale de la chapelle du prince Albert au château de Windsor, prestigieuse commande de la reine Victoria à laquelle l'artiste consacre les dix dernières années de sa vie, de 1864 à 1874.
On lui doit également une statue de Pierre Lescot (architecte du palais du Louvre, 1515-1578) réalisée en 1857, ornant l'aile Mollien du palais du Louvre à Paris, ainsi que le Buste de Victor Grandin (1850) conservé au musée d'Elbeuf, et la statue de Gaston Fébus (1864) en marbre des Pyrénées, conservée au musée national du château de Pau.
Il a également créé quelques aiguières, dont L'Aiguière des mères israélites (1835), inspirée de scènes de l'Ancien Testament. Une version en plâtre se retrouve à Montargis au musée Girodet et une en bronze au Musée des beaux-arts de Montréal.

### Le collectionneur
Henry de Triqueti hérite de la moitié de la collection de dessins anciens formée par le grand-père de son épouse, le sculpteur Thomas Banks. L'autre partie échoit à son beau-frère l'architecte Ambrose Poynter (en). La fille d'Henri de Triqueti, qui épouse l'Américain Edward Lee Childe, hérite d'une partie de la collection de son père. Après la mort de son épouse, E. Lee Childe offre à l'École des beaux-arts de Paris 3 000 dessins de son beau-père. La collection du baron est dispersée en deux ventes le 4 mai 1886 puis le 7 mai de la même année.

Œuvres d'Henry de Triqueti
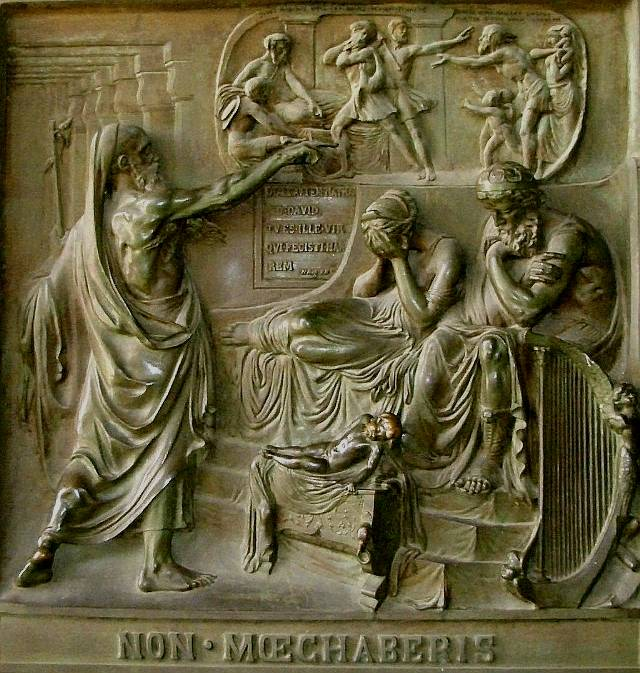
Non moechaberis[12] (1837), bas-relief en bronze, détail de la porte de l'église de la Madeleine à Paris.
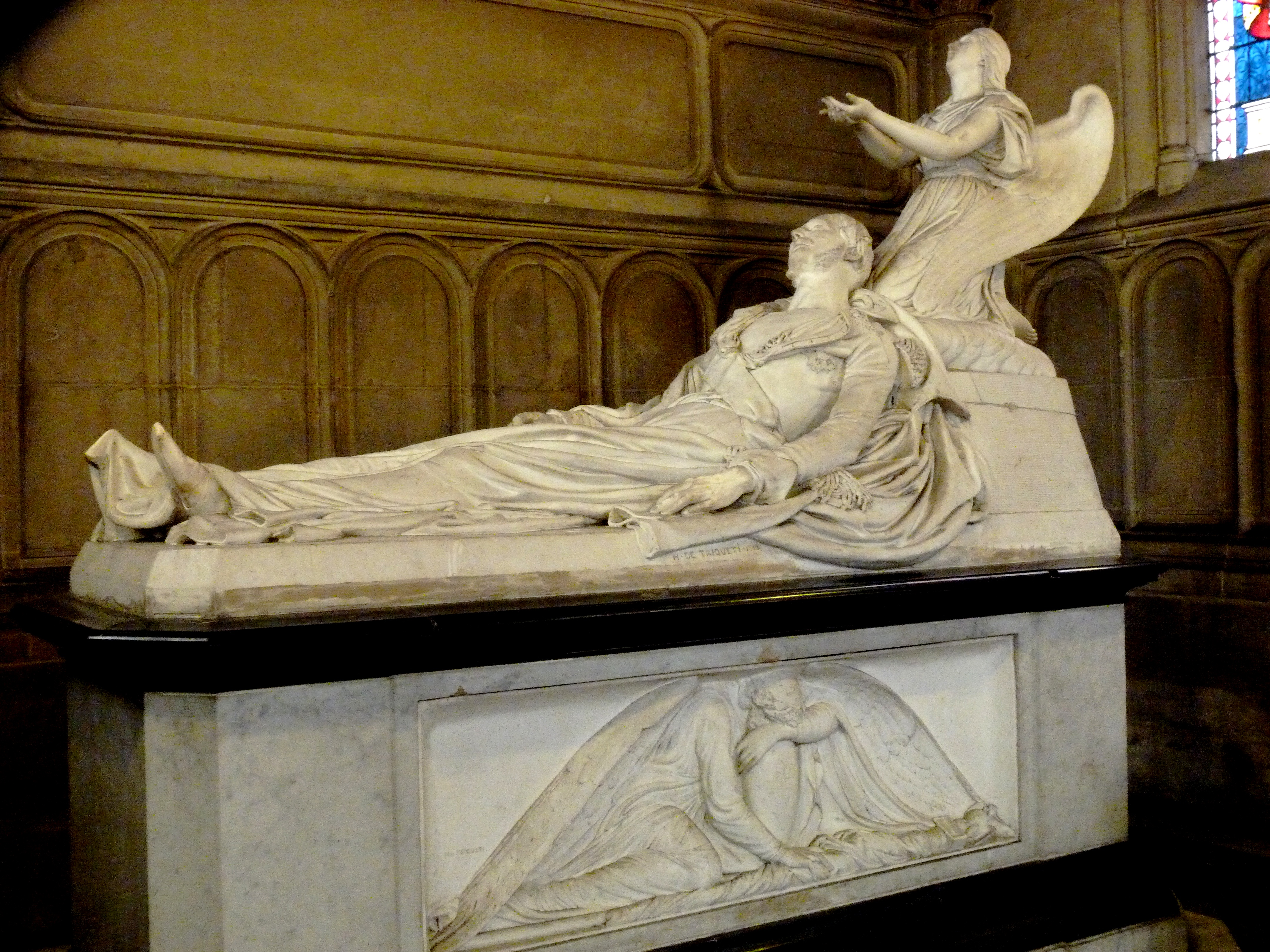
Cénotaphe du Prince Ferdinand-Philippe d'Orléans (vers 1843), Paris, église Notre-Dame-de-Compassion.
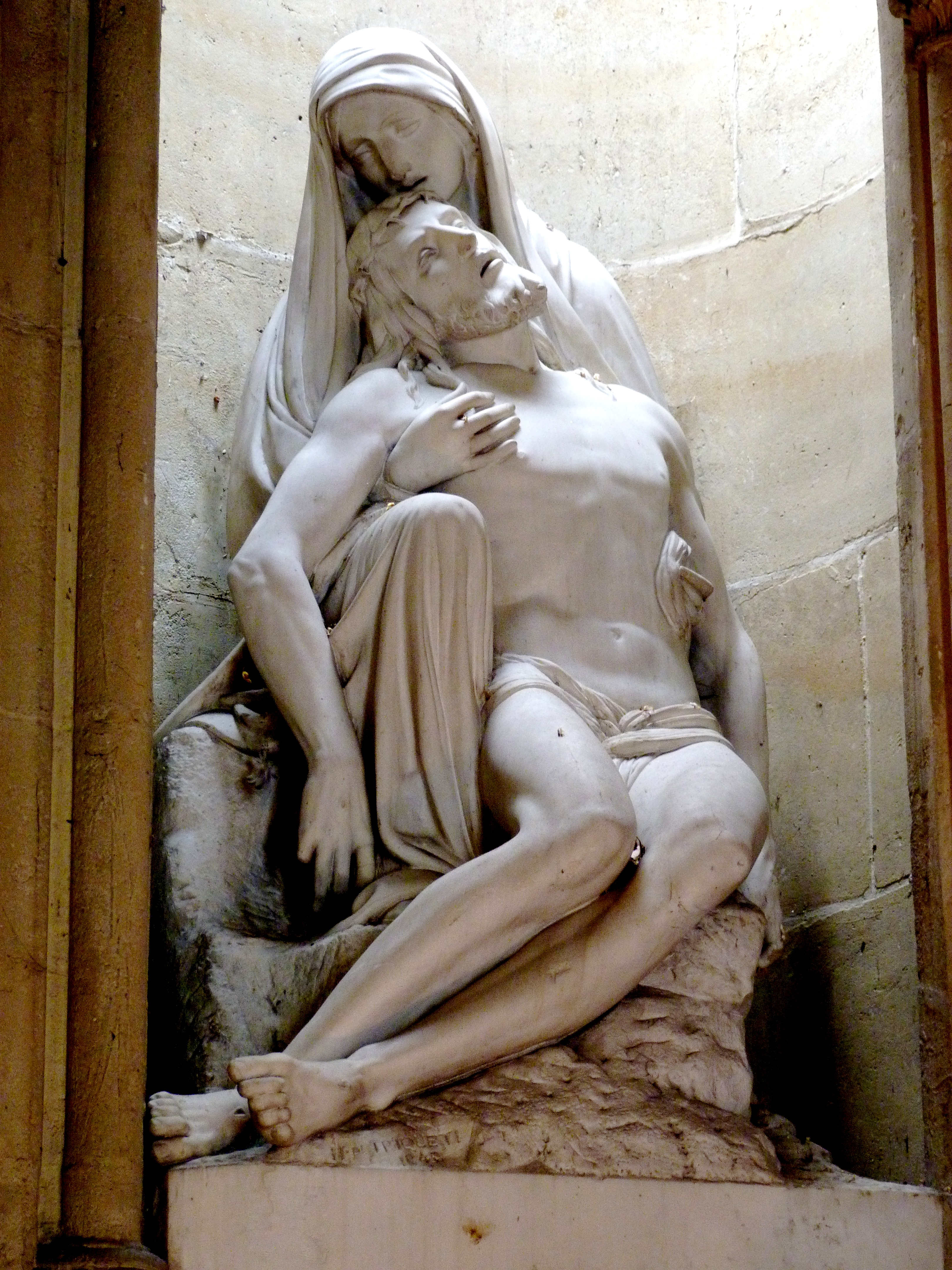
Descente de croix (1845), Paris, église Notre-Dame-de-Compassion.
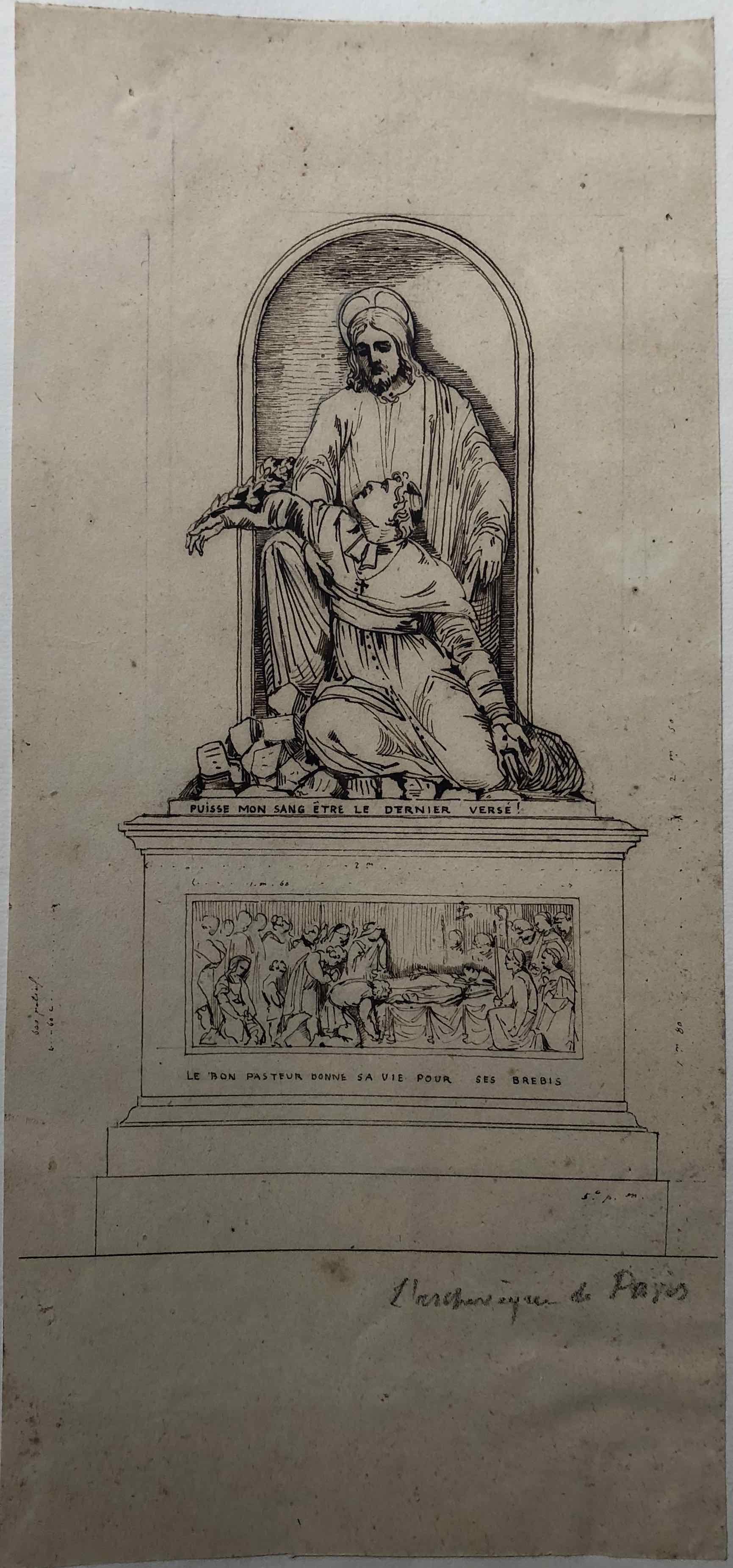
Projet de tombeau pour Denys Affre, archevêque de Paris (vers 1850), musée des Beaux-Arts d'Orléans.
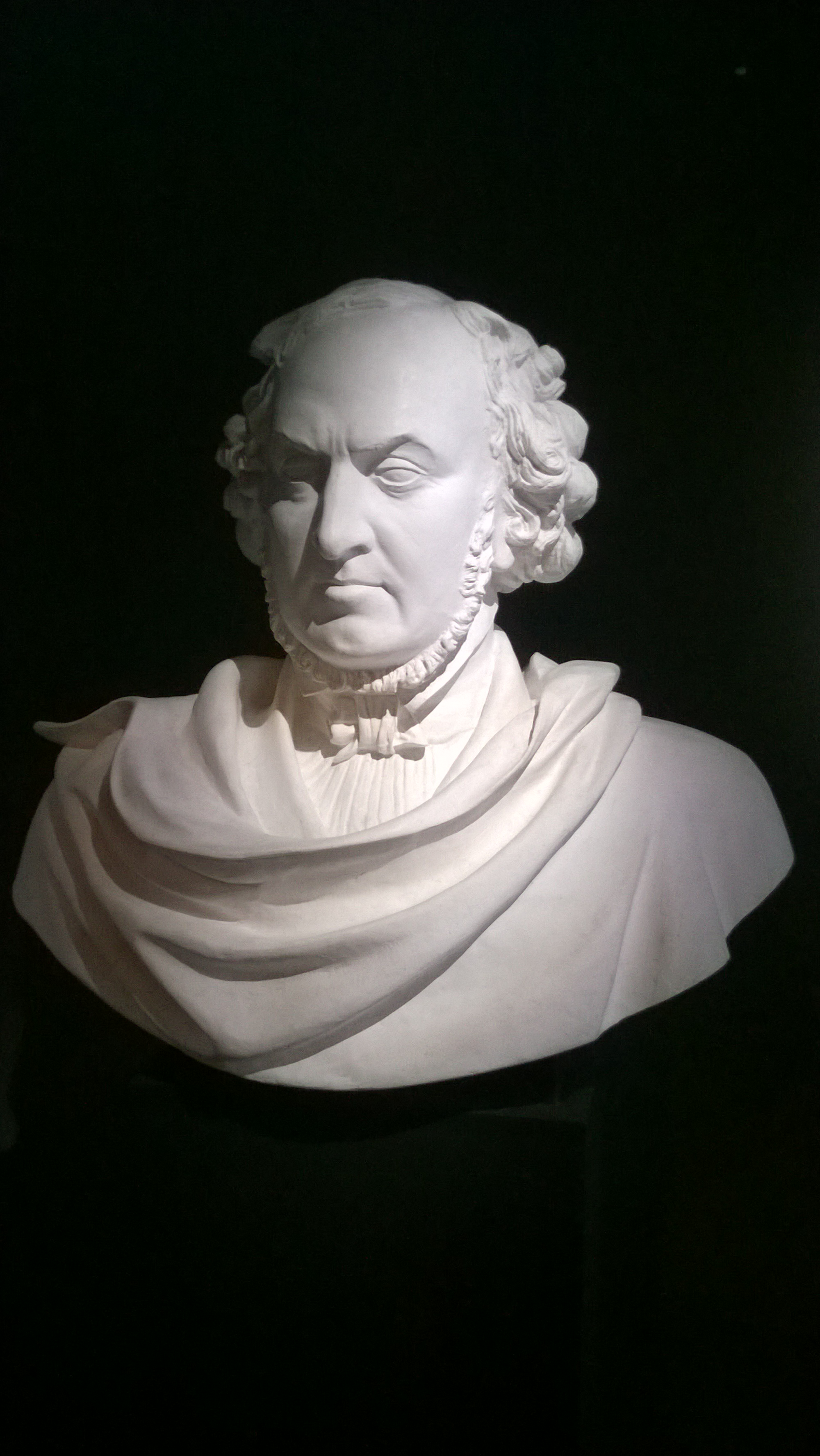
Victor Grandin (1852), musée d'Elbeuf.
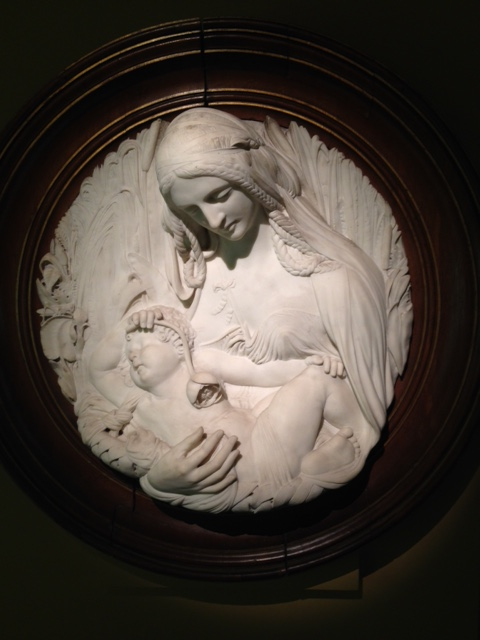
Moïse exposé sur les eaux du Nil (1857), musée des Beaux-Arts d'Orléans.
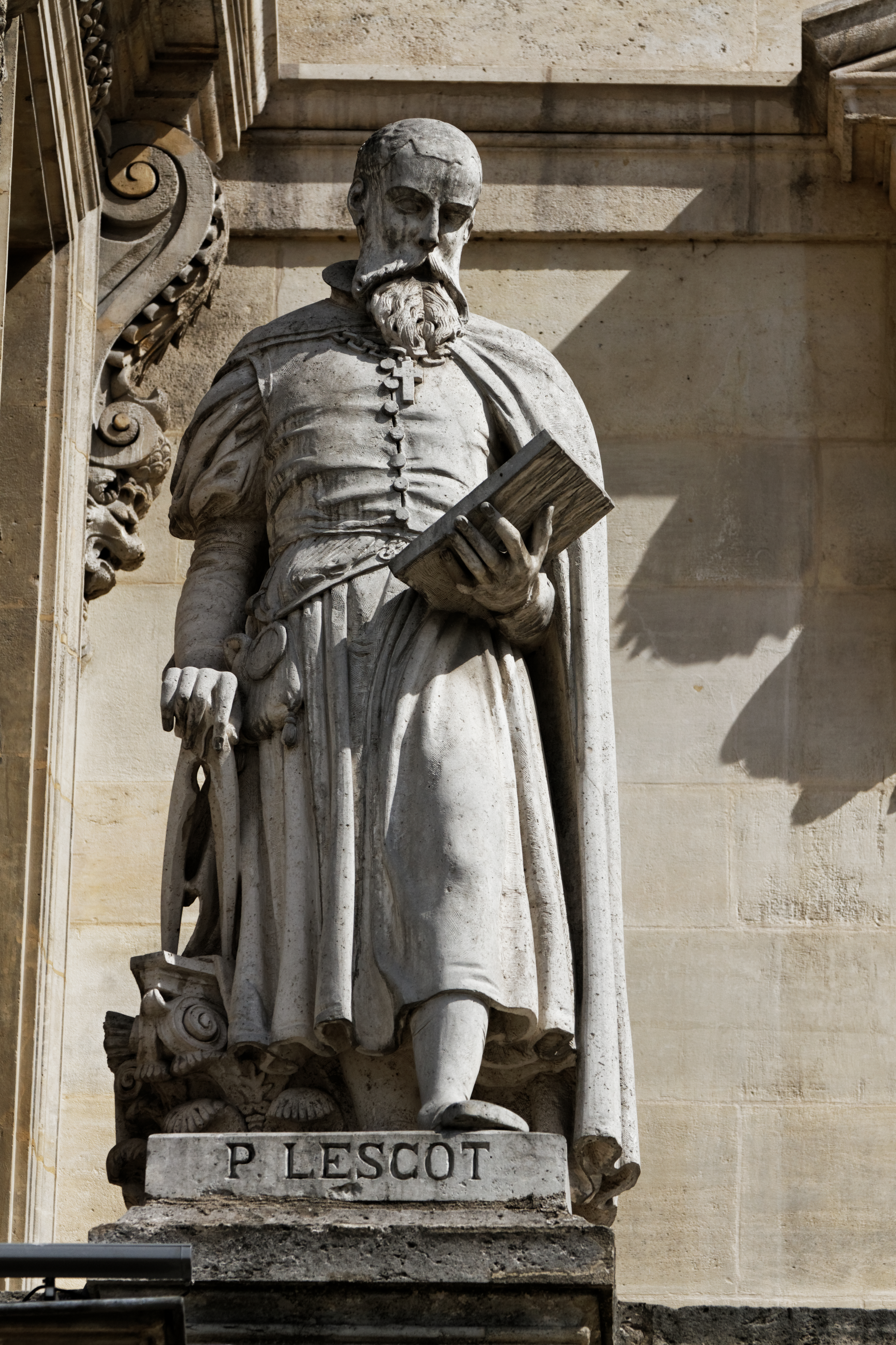
Pierre Lescot (1857), Paris, palais du Louvre, aile Mollien.
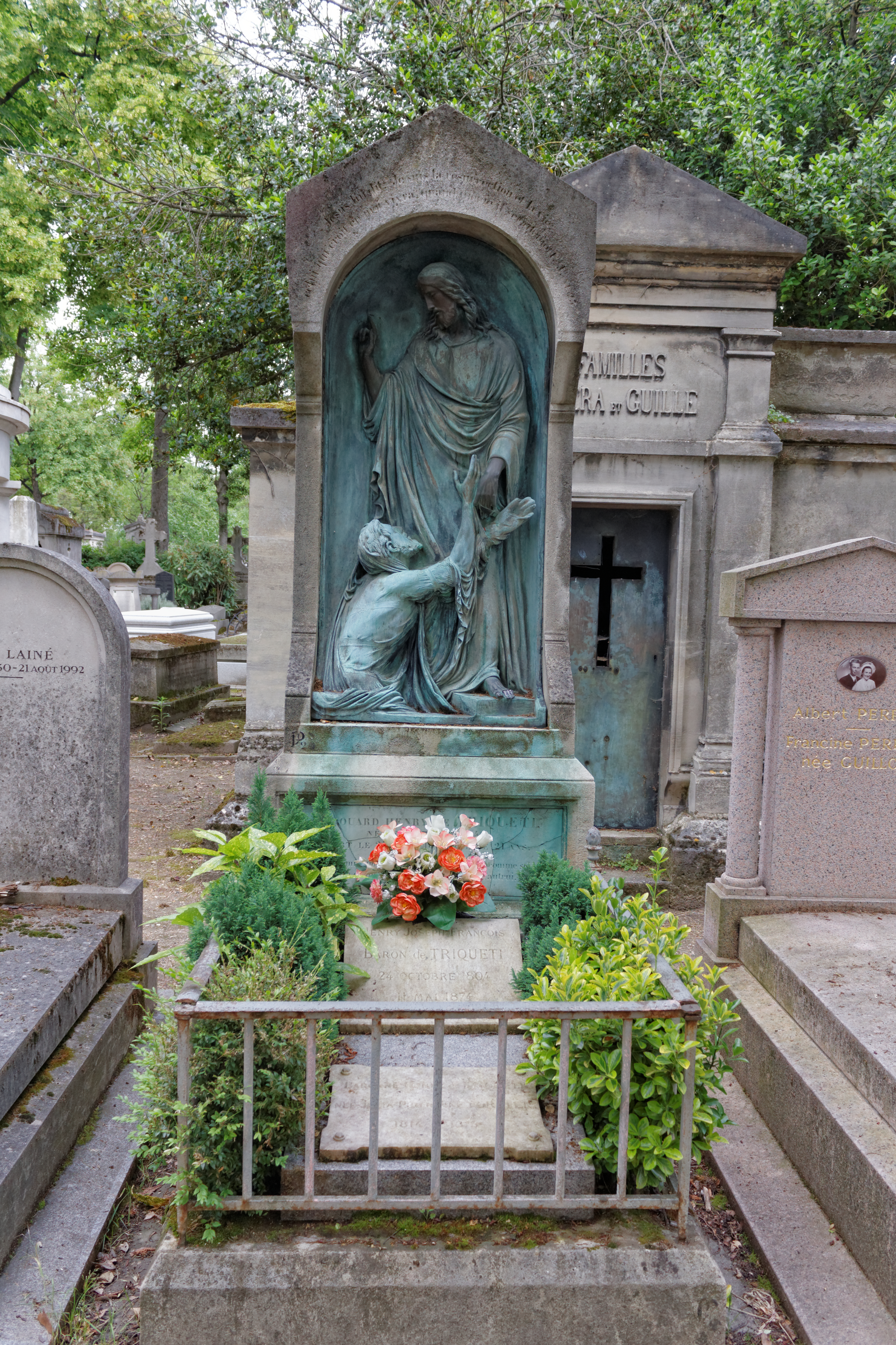
La Résurrection de Lazare (1862), tombe de l'artiste, Paris, cimetière du Père-Lachaise.

## Œuvres
- Paris, École nationale supérieure des beaux-arts : Étude d’écorché, pierre noire, fusain, sanguine, craie et lavis d’encre de Chine sur papier beige, 24,5 × 29,5 cm[13]. L'inscription nous renseigne qu'il s'agit du cadavre d'un maçon, victime d’un accident, qui fut transporté à l’hôpital de la Charité, où des artistes participèrent à une leçon d’anatomie sur le motif[14].
- Paris, musée du Louvre :
  - Béatrice, Laura et Vittoria Colonna, éléments du Monument à Dante et à Pétrarque, 1839, bronze[15] ;
  - Vase du Monument à Dante et à Pétrarque, 1838, bronze[15].

## Élèves
- Léon Bruyer

## Salons et expositions

### Salons
Henry de Triqueti expose aux Salons de 1831, 1833, 1836, 1837, 1838, 1839, 1842, 1847, 1848, 1855, 1857 et 1861.

### Expositions
- « Henry de Triqueti (1804–1874), Le Prince Gisant. Histoire et restauration du Gisant de Ferdinand d’Orléans », Boulogne-Billancourt, bibliothèque Marmottan, du 2 avril au 1er juin 1991.